# Лоренцо Фернандез
Лоренцо Фернандез (20. мај 1900 — 16. новембар 1973), познат по надимку Ел Галего (Галицијац), био је уругвајски фудбалер. Током каријере играо је за Капуро, Ривер Плејт, Монтевидео Вондерерс и Пењарол. Фернандез је такође играо 31 утакмицу и постигао 4 гола за фудбалску репрезентацију Уругваја, са којом је освојио Светско првенство 1930, златну медаљу на Летњим олимпијским играма 1928. и Амерички куп 1926. и 1935. године.
За главну селекцију је дебитовао 18. јула 1925. године против Парагваја, а последњу утакмицу је одиграо против Аргентине 27. јануара 1935. године.

## Титуле и награде

### Међународни
- Уругвај
  - Првенство Јужне Америке: победник 1926, 1935.
  - Светско првенство: победник 1930.
  - Летнње олимпијске игре 1928: златна медаља
  - Њутн куп: победник 1929. и 1930.
  - Липтон куп: победник 1927. и 1929.